# 맹룡
맹룡(猛龍, Dragon Squad)은 홍콩에서 제작된 이인항 감독의 2005년 액션, 범죄 영화이다. 홍금보 등이 주연으로 출연하였고 훤가진 등이 제작에 참여하였다.

## 출연

### 주연
- 홍금보
- 임달화
- 오건호
- 여문락
- 허준호

### 조연
- 주준위
- 매기 큐
- 하우
- 황성의
- 리빙빙
- 안지걸
- 마이클 빈
- 이사벨라 롱

## 제작진
- 출품인: 이국흥
- 출품인: 요서휘
- 출품인: 증패산
- 출품인: 주진평
- 출품인: 하택명
- 프로듀서: 황동화
- 프로듀서: 정혜연
- 프로듀서: 하택명
- 프로듀서: 왕지빈
- 프로듀서: 진택헌
- 프로듀서: 한싼핑
- 프로듀서: 노검화
- 조명: 주지휘
- 조연출: 양국위
- 조연출: 당가위
- 녹음: 담복영
- 음향편집: 정영국
- 음향편집: 왕경생
- 미술: 마광영
- 미술: 풍군맹
- 미술: 황해광
- 분장: 구서한
- 헤어: 여혜연
- 의상: 황명하
- 무술연출: 전가락
- 소품: 황위명
- 소품: 진우강
- 소품: 주덕재
- 소품: 유위웅
- 카스턴트: 이조광
- 무술조연출: 황위휘
- 무술조연출: 오윤룡
- 무술조연출: 오영륜
- 무술조연출: 황개삼
- 무술조연출: 임결긍
- 무술조연출: 고전